# توماس غوميز فرانكو
توماس غوميز فرانكو (بالإسبانية: Tomás Gómez Franco)‏ هو اقتصادي وسياسي إسباني، ولد في 27 مارس 1968 في أنسخديه في هولندا. حزبياً، نشط في حزب العمال الاشتراكي الإسباني.

## مناصب
- انتخب  (27 يوليو 2007 – 11 فبراير 2015).
- انتخب عضو جمعية مدريد  [لغات أخرى]‏ (8 يونيو 2011 – 13 فبراير 2015).
- انتخب عمدة بارلا (4 يوليو 1999 – 23 أكتوبر 2008).
- انتخب عضو مجلس الشيوخ الإسباني  [لغات أخرى]‏ (29 يونيو 2011 – 27 نوفمبر 2013).